# أموند سفينسون
أموند سفينسون (بالنرويجية البوكمول: Amund Svensson)‏ هو موسيقي وعازف قيثارة ومغني وملحن نرويجي، ولد في 21 أبريل 1978.